# Mnet (chaîne de télévision)
Mnet (Music Network) est une chaîne de télévision musicale sud-coréenne, lancée le 24 janvier 1994. Elle est détenue par la compagnie CJ Group.

## Identité visuelle

### Logos

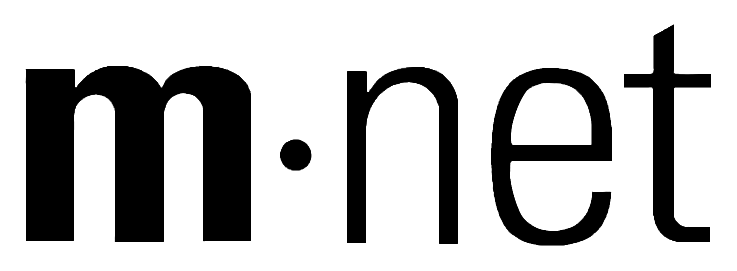
Premier logo de la Mnet de 1995 à 2005
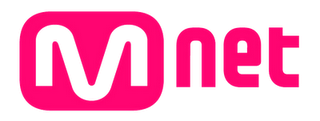
Deuxième logo de la Mnet depuis 2005

## Historique des slogans
| Année                                           | Slogan                          | Hangeul                 |
| ----------------------------------------------- | ------------------------------- | ----------------------- |
| 1995 - 1999                                     | South Korea music channel m.net | 한국의 음악채널 m.net   |
| 2000 - 2001                                     | Channel in my mind m.net        | 내 마음속의 채널 m.net  |
| 2001 - 2003                                     | Korean music channel m.net      | 한국인의 음악채널 m.net |
| 2005 - 2007                                     | Hello, my name is Mnet!         |                         |
| 2007 - 2008                                     | Enjoy It! Mnet                  | 즐겨봐! Mnet            |
| 2008 - 2010                                     | Beyond Music                    |                         |
| 2010 - 2011                                     | All About 20's                  |                         |
| 2011 - 2013, 2013–Présent (Slogan principal)    | Music Makes One                 |                         |
| 2012–présent (seulement pour l'Asie du Sud-Est) | This is K-Pop, Channel M        |                         |
| Avril 2013 - Janvier 2014                       | Jump! Mnet                      | juMp! (엠넷)            |
| Janvier 2014 – Décembre 2016                    | KPop Makes One                  |                         |
| Janvier 2017 – Janvier 2020                     | WE ARE K-POP! Mnet              |                         |
| Janvier 2020 – Juin 2020                        | Music Network, Mnet!            |                         |
| Juin 2020 – présent                             | Global Music Network, Mnet      |                         |

## Programmes
- Superstar K
- M! Countdown
- 2NE1 TV
- Kara Bakery
- Wonder Bakery
- Girls' Generation Goes to School
- Girls' Generation's Factory Girl
- Nicole The Entertainer's Introduction to Veterinary Science
- Boys and Girls Music Guide
- Boyfriend's W Military Academy
- The Voice of Korea / The Voice Kids
- Image Fighter
- Beatles Code Season 2
- Show Me the Money
- Unpretty Rapstar
- Sixteen
- I Can See Your Voice
- Produce 101 (en) / Produce 101 (saison 2) / Produce 48 / Produce X 101
- I-LAND
- Boys24
- High School Rapper
- Queendom / Kingdom
- Girls Planet 999
- Boys Planet
- I-LAND 2: N/A

## Cérémonies
- Mnet Asian Music Awards
- Mnet 20's Choice Awards[4] (2007–2013)